# Lê Văn Thảo
Lê Văn Thảo (1 tháng 10 năm 1939 – 21 tháng 10 năm 2016), quê quán tại tỉnh Long An, là một nhà văn Việt Nam, được xem là cây bút gạo cội trong dòng văn học Nam bộ. Ông được tặng Giải thưởng Nhà nước về Văn học Nghệ thuật năm 2007 và Giải thưởng Hồ Chí Minh về Văn học Nghệ thuật năm 2012.

## Tiểu sử và sự nghiệp
Lê Văn Thảo tên thật là Dương Ngọc Huy, sinh ngày 1 tháng 10 năm 1939 tại huyện Thủ Thừa, tỉnh Long An. Ngày bé, ông sống ở Đồng Tháp Mười và Long Xuyên, An Giang. Năm 1962 ông thoát ly lên chiến khu làm công tác văn hóa văn nghệ. Bắt đầu viết văn từ năm 1965 với đề tài nông thôn, chiến tranh du kích.
Lê Văn Thảo được đánh giá là một gương mặt điển hình của thế hệ sinh viên Sài Gòn lên rừng tham gia kháng chiến. Ông từng dự nhiều trận đánh, nhiều chiến dịch và đặc biệt là tham gia cuộc chiến dịch Mậu Thân ở Sài Gòn năm 1968. Tự tay ông chôn cất người đồng đội là nhà thơ Lê Anh Xuân, ông cũng là người gặp gỡ Nguyễn Thi trước khi vào cửa ngõ Sài Gòn. Lê Văn Thảo là một mẫu nhà văn vừa cầm bút vừa cầm súng, gan dạ dũng cảm như một chiến sĩ thực thụ với tư cách phóng viên mặt trận.
Sau năm 1975 ông về Hội nhà văn Thành phố Hồ Chí Minh. Ông từng giữ cương vị Phó tổng biên tập tạp chí Văn nghệ Thành phố Hồ Chí Minh, Chủ tịch Hội nhà văn Thành phố Hồ Chí Minh từ năm 2000 – 2010, Phó Chủ tịch Hội nhà văn Việt Nam khóa VII (2005 – 2010).
Những tác phẩm từng xuất bản của ông có: “Cửa số màu xanh” (tập truyện ngắn), “Con mèo” (tập truyện ngắn),”Chuyện nhỏ tình yêu” (truyện ngắn), “Ông Cá Hô” (truyện ngắn), “Truyện ngắn chọn lọc của Lê Văn Thảo” (2011), “Lên núi thả mây” (truyện ngắn - 2011); “Con đường xuyên rừng” (tiểu thuyết), “Một ngày và một đời” (tiểu thuyết), “Cơn giông" (tiểu thuyết - 2005), “Sóng nước Vàm Nao” (tiểu thuyết), “Những năm tháng nhọc nhằn” (tiểu thuyết - 2012), “Nhỏ con, có chịu thôi đi không?” (truyện ngắn - 2016).
Sau khi đất nước thống nhất, Lê Văn Thảo phát triển con đường sự nghiệp văn học riêng của ông bằng cách viết về những số phận và con người lặng lẽ, vô danh. Một trong những tác phẩm mang tính bước ngoặt trong con đường viết văn của Lê Văn Thảo là "Làng lở" được xuất bản vào năm 1991. Sau đó, ông đã tiếp tục sáng tác ra hàng loạt các tác phẩm khác như "Ông cá Hô", "Tìm chồng cho má", "Một ngày và một đời", "Lên núi thả mây" và "Đứa con trở về"....
Ông đoạt nhiều giải thưởng văn học như: Giải thưởng Hội Nhà văn Việt Nam năm 1998 và 2003, giải thưởng ASEAN năm 2006 với tiểu thuyết “Cơn giông”.
Năm 2007, ông được nhận Giải thưởng Nhà nước về Văn học Nghệ thuật. Năm 2012, nhận Giải thưởng Hồ Chí Minh về Văn học Nghệ thuật.
Ông mất ngày 21 tháng 10 năm 2016 tại Thành phố Hồ Chí Minh vì ung thư, hưởng thọ 77 tuổi.

## Tác phẩm
- Ngoài mặt trận (truyện và ký, 1969).
- Từ thế cao (ký sự, 1970).
- Đêm Tháp Mười (tập truyện ngắn, 1972).
- Bên lở bên bồi (tập truyện ngắn, 1978).
- Chuyện xã tôi (truyện vừa, 1980).
- Cửa sổ màu xanh (tập truyện ngắn, 1981).
- Câu chuyện 20 năm (tập truyện ngắn, 1985).
- Buổi chiều và sáng hôm sau (tập truyện ngắn, 1986).
- Ngôi nhà có hàng rào song sắt (tiểu thuyết, 1988).
- Chuyện nhỏ tình yêu (tập truyện ngắn, 1992).
- Con đường xuyên rừng (tiểu thuyết, 1995).
- Ông cá hô (tập truyện ngắn, 1995).
- Một ngày và một đời (tiểu thuyết, 1997).
- Cơn giông (tiểu thuyết, 2002).
- Truyện ngắn chọn lọc (2003).
- Tuyển tập Lê Văn Thảo (2007).
- Lên núi thả mây (tập truyện ngắn, 2011).
- Tuyển truyện ngắn Lê Văn Thảo (2012).
- Sóng nước Vàm Nao (tiểu thuyết, 2012).
- Những năm tháng nhọc nhằn (tiểu thuyết, 2012).
- Nhỏ con, có chịu thôi đi không? (tập truyện ngắn, 2016).
- Con mèo (1999).
- Đi thăm chồng.
- Người Sài Gòn.

## Giải thưởng
- Giải A tiểu thuyết của Hội nhà văn Việt Nam năm 1998 và 2003.
- Giải thưởng Văn học Đông Nam Á năm 2006 với tiểu thuyết Cơn Giông.

## Vinh danh
- Giải thưởng Nhà nước về Văn học Nghệ thuật năm 2007.
- Giải thưởng Hồ Chí Minh về Văn học Nghệ thuật năm 2012.

## Đời tư
Cha ông là nhà giáo Dương Văn Diêu, và mẹ là Lê Thu Hằng. Ông là anh trai của đạo diễn Lê Văn Duy (tên thật: Dương Ngọc Chúc), nguyên Giám đốc Hãng phim Nguyễn Đình Chiểu và em gái là nhà biên kịch Dương Cẩm Thúy. Ngoài ra, ông là cháu họ của Dương Văn Minh, Tổng thống cuối cùng của chế độ Việt Nam Cộng hòa.